# Lew Bohomolec
Lew (Leo) Bohomolec  herbu Bogoria – stolnik witebski w 1712, członek konfederacji olkienickiej przeciwko Sapiehom.